# Diakro
Diakro est un village de Côte d'Ivoire.

## Histoire
Une délégation du village rend visite à Louis-Gustave Binger le dimanche 17 février 1889 pour l'inviter à camper chez eux, ce que Binger, par obligation, refuse.